# Australski dingo
Dingo (Canis familiaris, Canis familiaris dingo, Canis lupus dingo) je divlja vrsta psa koja živi u Australiji. Prije mnogo tisuća godina je bio pripitomljen pas čuvar medu aboridžinima, no otad je pušten u divljinu. Živi u čoporima. Hrane se zečevima, tobolčarima i drugim životinjama koje sami love. Otkako su ljudi Starog svijeta naselili kontinent, dinzi su im predstavljali veliki problem zbog pitome stoke koje su bez problema ubijali. Zbog toga je širom jugistčcne Australije postavljena žičana (oko 10000 kilometara) ograda kako bi se zaštitili stoka i ovce od njihova napada.